# Walk On (Neil Young)
Walk On is een lied dat werd geschreven door Neil Young. Hij bracht het in 1974 uit op een single met For the Turnstiles op de B-kant. De single belandde op nummer 69 van de Billboard Hot 100. Ook verscheen het dat jaar op zijn album On the Beach.

## Inhoud
In het lied reageert Young zich af op mensen die hem slecht neergezet hebben en gebiedt hen door te lopen. Recensies geven geen eenduidig beeld over wie hij het heeft. Wel komt naar voren dat hij een zware tijd achter zich liet: met het verlies van Danny Whitten van zijn begeleidingsband Crazy Horse als gevolg van een overdosis heroïne, het succes met Crosby, Stills, Nash & Young dat hem geen rust had gebracht en de slechte pers die hij in zijn depressieve periode had gekregen. Er is gesuggereerd dat hij daarom CSN&Y zou kunnen hebben bedoeld of de pers. Zijn relatie met Carrie Snodgress werd ook wel aangehaald, al scheidden zij een jaar later. Ook is een verband gelegd met de songbattle die er toen was tussen hem (Southern Man en Alabama) en Lynyrd Skynyrd (Sweet Home Alabama). De band tussen Young en Ronnie Van Zant van Lynyrd Skynyrd was in die tijd echter juist heel goed.

## Covers
Er verschenen covers op albums van bijvoorbeeld Widespread Panic (Über Cobra, 2004), Finger Eleven (Borrowed Tunes II - A Tribute to Neil Young, 2007) en Heidi Gluck (Cinnamon Girl, 2008).